# Katholiek Vrouwendispuut
Het Katholiek Vrouwendispuut (KDV) is een Nederlandse katholieke organisatie, op 28 september 1946 opgericht door Marga Klompé, Agnes Nolte, Anna de Waal en Wally van Lanschot. Zij wilden meer ruimte bieden aan de stem en de invloed van katholieke vrouwen. Er werd gestreefd naar een betere deelname aan de gemeenschap en in politieke posities. Het katholieke geloof en Bijbelse waarden dienden ter inspiratie. KDV functioneert als zelfstandig orgaan van het Centrum van de Nederlandse Katholieke Vrouwenbeweging.
Het dispuut bestaat anno 2024 uit zeventien kringen verspreid over Nederland; elke kring heeft acht tot achttien leden. Bijeenkomsten vinden maandelijks bij iemand thuis plaats.
Het dispuut had bij de oprichting banden met de Katholieke Volkspartij (KVP), die later opging in het CDA.